# Asasinii cibernetici
Asasinii cibernetici (1995) (denumire originală Screamers) este un film științifico-fantastic regizat de Christian Duguay după un scenariu de Dan O'Bannon și Miguel Tejada-Flores - bazat pe povestirea "Varietatea a doua" de Philip K. Dick. În rolurile principale interpretează Peter Weller, Roy Dupuis și Jennifer Rubin. Cadrul acțiunii a fost mutat de pe Pământul devastat de război pe o planetă îndepărtată, pe Sirius 6B în anul 2078. În 2009 a fost lansată o continuare direct pe DVD Asasini cibernetici: Vânătoarea, fără actorul Peter Weller.